# Crastes
Crastes település Franciaországban, Gers megyében. Lakosainak száma 261 fő (2022. január 1.). Crastes Ansan, Augnax, Mirepoix, Montaut-les-Créneaux, Nougaroulet, Puycasquier, Saint-Sauvy és Tourrenquets községekkel határos.

## Népesség
A település népességének változása:
| Lakosok száma | 299  | 234  | 205  | 230  | 247  | 252  | 254  | 251  | 255  | 261  |
|               | 1968 | 1982 | 1999 | 2006 | 2011 | 2015 | 2017 | 2018 | 2020 | 2022 |